# Scar (Fullmetal Alchemist)
Scar (スカー?, Sukā) è un personaggio immaginario della serie manga e anime Fullmetal Alchemist, scritto e disegnato dalla mangaka Hiromu Arakawa.
È uno dei pochi abitanti di Ishval sopravvissuti. Non è noto quale sia il suo nome reale e i militari che gli danno la caccia lo hanno chiamato Scar ("cicatrice") a causa della cicatrice a forma di X che gli deturpa il volto.
Nel manga e nella seconda serie animata è l'assassino dei genitori di Winry, cosa di cui sembra non andare per nulla fiero. Inoltre nonostante nella prima serie animata non sia mai stato pronunciato, la Arakawa ha dichiarato che nel manga il suo vero nome verrà rivelato alla fine: infatti ad una lettera che le chiedeva quale sia il vero nome del killer, ha risposto che c'è un motivo per cui non può ancora rivelarlo, ma che l'ha già scelto. Tuttavia questo non è stato poi rivelato: anche nell'ultimo capitolo gli viene chiesto il suo nome, e di nuovo Scar rifiuta di usarlo. Il vero nome sarà rivelato in un 4 koma più avanti, per soddisfare la curiosità dei fan più appassionati, e spiegare il vero motivo per cui il personaggio rifiuta di rivelarlo.

## Aspetto e personalità
È un uomo dalla pelle scura, i capelli bianchi ritti in testa, i tipici occhi rossi che caratterizzano il popolo di Ishval, il fisico muscoloso e allenato, ed il suo braccio destro è ricoperto di elaborati tatuaggi alchemici. È solito vestire con dei pantaloni scuri sui cui lati spicca un disegno simile ad un crocifisso che gli percorre le gambe ed una canottiera bianca, ma durante la serie cambia più giacche (inizialmente una giacca gialla a collo alto che però teneva aperta, poi dei mantelli sgualciti, un saio e, nel manga un cappotto invernale; inoltre porta sempre degli occhiali da sole a specchio per coprire i suoi occhi rossi). Nell'anime del 2003, rispetto al manga ed alla seconda serie animata, ha un aspetto leggermente più giovanile e lineare.
Scar crede di essere lo strumento del suo dio (Īśvara, anche noto come il fondatore), e crede che il braccio ricevuto dal fratello sia stato sia una maledizione che un dono, il quale desidera che uccida gli Alchimisti di stato (colpevoli della distruzione di Ishval) con la loro stessa diabolica tecnica. Questo suo pensiero è tuttavia una scusa raccontata a se stesso per giustificare la sua vendetta e i suoi omicidi spinti puramente dall'odio; come ogni uomo di Ishval (o quasi) è inoltre convinto che l'alchimia sia una pratica contraria alla vita stessa, in quanto modifica la forma di ciò che è stato donato da dio, ed è dunque una ribellione al suo volere. Suo fratello maggiore ha tentato più volte di convincerlo che con l'alchimia si possono salvare delle vite, non riuscendo però nel suo intento. L'odio per l'alchimia e per gli alchimisti maturerà il giorno in cui gli Alchimisti di stato, e Kimbly in particolare, attaccheranno il suo villaggio. Tuttavia, rendendosi conto che ciò che fa è proibito dalla sua cultura si auto-punisce gettandosi alle spalle tutto ciò che il suo dio gli ha donato, rinunciando al suo stesso nome. È un uomo d'onore e va fiero del suo sangue ishvaliano.
Nonostante la sua fama di killer spietato dimostra in diverse occasioni di essere un uomo gentile e compassionevole, nel manga soprattutto con la piccola May Chang. L’autrice ha inoltre rivelato che Scar è un amante dei felini; quando vede Xiao Mei per la prima volta, l'uomo la scambia per un gatto ed ha una strana reazione. Nel manga del 2003, invece, pur di salvare Alphonse da morte certa, decide di sacrificarsi e rinunciare ad avere per sé la pietra filosofale.

## Storia

### Manga
Quando viveva ad Ishval, Scar era un monaco guerriero ed aveva parecchi diverbi con il fratello, studioso di alchimia. Questi sosteneva che l'arte degli uomini di Amestris, assieme a quella di Xing, potesse salvare delle vite umane. Scar, estremamente religioso, considerava invece l'alchimia una pratica immorale, capace solo di cambiare la forma di ciò che dio ha donato agli uomini. Durante la guerra di Ishval tentò di scappare del suo villaggio assieme alla sua famiglia e ai suoi compagni, ma venne fermato da Kimbly che, con un'esplosione indotta, li uccise tutti, causando a Scar la mutilazione del braccio destro e una vistosa cicatrice sul volto. Il fratello tuttavia, con un estremo gesto d'amore, sacrificò per lui il suo braccio destro, fermando così la sua grave emorragia, ma perdendo la vita nel processo. Al suo risveglio, Scar reagì d'istinto ed in un raptus di follia uccise gli uomini che lo stavano curando, i dottori Rockbell. Raggiunto poi il suo vecchio villaggio, si trovò di fronte un ammasso di macerie, e, disperato, decise di vendicarsi su tutti gli Alchimisti di stato punendoli con la loro stessa arma, l'alchimia.
Si sente parlare di lui sin dal terzo capitolo come il misterioso killer degli Alchimisti di stato, ma fa la sua vera e propria comparsa nel quinto capitolo, dopo che Shou Tucker è stato arrestato ed egli fa irruzione in casa sua, uccidendo il malvagio scienziato e sua figlia Nina, tramutata in una chimera. In seguito incontra per caso Edward Elric, che riconosce come "il famoso Alchimista d'acciaio", e cerca immediatamente di ucciderlo assieme al fratello Alphonse, distruggendo al primo il braccio e al secondo parte dell'armatura. Viene messo in fuga solo dall'intervento di Roy Mustang e dei suoi uomini. Successivamente viene rintracciato dagli homunculus e dopo uno scontro con Gluttony e Lust nelle fogne, viene salvato e portato in una baraccopoli da alcuni ishvaliani. Qui, insieme a numerosi superstiti al massacro di Ishval, trova lo sventurato Yoki, che subito chiama degli uomini ad arrestarlo per poi dividersi il guadagno della taglia. Costoro vengono tuttavia neutralizzati in breve tempo dall'uomo con la cicatrice, che da quel momento in poi tiene con sé Yoki come suo servitore. Al loro gruppo si aggiungono May Chang e Xiao Mei, una bambina venuta dall'Est assieme alla sua piccola panda.
In seguito, il killer e la bambina, seguendo Xiao Mei, che per puro caso è andata a finire nell'armatura di Al, finiscono nel covo degli homunculus e conoscono il "Padre", con cui Scar ha un breve scontro e che, grazie a Edward Elric, scopre essere il vero responsabile dell'attacco a Ishval. Tuttavia, non essendo in grado di affrontarlo, Scar si deve rassegnare alla fuga. Tornando di nascosto nel covo degli uomini artificiali, scova e interroga Tim Marcoh (rinchiuso nelle segrete) sulla verità di quanto accaduto a Ishval, e, per proteggerlo dagli homunculus, lo sfigura rendendolo quasi irriconoscibile. Dopodiché lo assolda nel suo gruppo per tradurre gli appunti del fratello, nascosti a Briggs.
Lungo la strada, Kimbly affronta Scar su un treno su ordine di Envy, ma ha la peggio, e in seguito l'uomo con la cicatrice viene aiutato dai fratelli Elric a liberarsi dalle due chimere mandate da Kimbly, e viene curato da Winry nonostante sia l'assassino dei suoi genitori. Secondo il piano di Ed, poi, finge di rapire la ragazza mentre Kimbly affronta l'alchimista d'acciaio e, insieme a Marcoh, May Chang, Yoki, Winry e le chimere, riparte per Briggs, ma poi viene raggiunto da Al e trova rifugio insieme al resto del gruppo in un accampamento di profughi di Ishval.
Scar dà manforte a Marcoh nel combattimento che segue contro Envy, e in seguito si scontra con gli uomini artificiali nei sotterranei del Laboratorio nº3 insieme a Edward, dissuadendo Mustang dall'uccidere Envy nel suo stato larvale.
Poi si è ritrovato davanti allo scienziato creatore di King Bradley insieme al Colonnello ed a Hawkeye, ed è stato immobilizzato dagli ex candidati a diventare Comandante Supremo al servizio dello scienziato, ma riesce a liberarsi grazie all'intervento di Jelso, Zampano e May Chang. Quindi, dopo che Mustang viene portato nella stanza del Padre da Pride, inizia un violento scontro con Wrath e, messo alle strette, riesce a sorprendere l'homunculus usando la ricomposizione: infatti ora possiede dei tatuaggi alchemici anche sul braccio sinistro, ricavati dagli studi del fratello. Scar riesce infine a sconfiggere l'avversario e ad attivare il cerchio di trasmutazione inverso di Amestris, ricavato anch'esso dagli appunti del fratello, sbloccando l'alchimia di Ed ed Alphonse. Ferito, non partecipa allo scontro finale con Padre. Alla fine, viene salvato dagli uomini di Briggs: Olivier Milla Armstrong lo fa curare e gli risparmia di venir condannato per i crimini commessi. Dopo aver ancora una volta rifiutato di dire il proprio vero nome, Scar continuerà a vivere aiutando Miles a riunire e far prosperare il popolo e l'antica cultura di Ishval.

### Anime del 2003

Scar sulla copertina di un DVD della prima serie animata

Il fratello di Scar iniziò a studiare l'alchimia per riportare in vita la donna che amava (creando poi l'homunculus Lust); egli si rivestì dunque tutto il corpo da cerchi alchemici studiando il segreto della “grande arte” (un antico studio dell'alchimia, poi vietato ad Ishbar), con la quale sperava di poter salvare il suo popolo grazie alla Pietra filosofale. Poi però capì che per realizzarla avrebbe dovuto sacrificare lo stesso la città. Anche qui, Scar tentò di scappare con famiglia e compagni, ma fu bloccato da Kimbly che gli fece esplodere la pelle sulla fronte ed il braccio destro: al suo risveglio si ritrova trapiantato il braccio del fratello e assiste alla sua morte a causa del suo gesto altruista.
Molti anni dopo, a seguito del suo incontro con Nina Tucker, Scar si rende conto dei poteri del suo braccio, e decide quindi di vendicare il suo popolo uccidendo tutti gli alchimisti di stato. Da notare come nella prima serie animata Scar uccida soltanto Nina, e non suo padre. Anni dopo, cerca di uccidere Ed, Al e Marcoh, ma si dà alla fuga una volta accerchiato dai militari di Mustang. Dopo uno scontro con gli homunculus, viene salvato da alcuni uomini di Ishbar e si rifugia con loro in una baraccopoli. Dopo varie vicissitudini (fra cui una collaborazione con Alphonse per salvare un bambino di Ishbar e la fuga da una baraccopoli per sfuggire ai militari, chiamati da Yoki), si reca a Reole dove, con l'aiuto di Lyra e Rose, organizza la creazione di una pietra filosofale sacrificando un gran numero di militari. Grazie alla loro assistenza e a quella di Edward (che comunque non è d'accordo con il piano, ma non riesce ad impedire l'attacco dei militari), riesce a far evacuare la città prima che i militari sopraggiungano con l'intento di compiere un massacro come quello di Ishbar.
Nella città completamente deserta, Scar ha finalmente modo di vendicarsi di Kimbly, con cui ha un furioso scontro per tutta la città. La lotta viene interrotta dall'arrivo di Alphonse che, distraendo l'uomo di Ishbar, concede a Zolf il tempo di trasmutare il suo braccio sinistro in una bomba, ma Scar decide di amputarselo senza fare una piega. L'alchimista scarlatto tenta la fuga, ma viene ferito a morte da Scar. Così, accompagnato da Lust, attira i militari nella città. Poco prima di sacrificarli per portare a termine il suo piano, Lust lo prega di rivelargli il suo vero nome, ma Scar le risponde che non merita più di averlo. Dopo essersi congedato dalla donna artificiale, l'uomo di Ishbar si sacrifica -assieme a migliaia di soldati- in una colossale trasmutazione che trasforma Alphonse nella pietra filosofale, in modo da salvarlo dall'ultima efferata azione di Kimbly, che aveva trasmutato la sua armatura in una vera e propria bomba ad orologeria.

### Film
Nella sequenza finale del film Il conquistatore di Shamballa Ed, Al e Noa salgono su una macchina di zingari e, alla guida della macchina c'è proprio il doppio di Scar accanto alla versione umana dell'homunculus Lust.

## Abilità
Scar possiede grande forza ed agilità, che fanno di lui un combattente di prim'ordine, tanto che riesce a tener testa a Ed e Al contemporaneamente, e perfino al maggiore Armstrong, il quale riconosce la sua superiorità. Inoltre, nonostante la sua avversione per l'alchimia, Scar è in grado di comprendere all'istante la composizione di un oggetto e dunque di applicarvi il giusto flusso distruttivo, poiché sul braccio destro, appartenuto al fratello, sono presenti dei tatuaggi alchemici. Il braccio destro dell'uomo di Ishbar infatti blocca l'alchimia al secondo stadio, la scomposizione, e ciò lo rende in grado di distruggere tutto ciò che ha forma comprese, ovviamente, le persone. La distruzione può essere effettuata in molti modi: durante la serie infatti lo si vede far esplodere interamente il corpo della vittima (Nina Tucker, nell'anime) rivoltarlo da dentro (Shou Tucker) o creare un buco (Basque Grand).
Nel capitolo 103 si viene a sapere che Scar ha ottenuto anche il potere della ricomposizione, poiché ora possiede dei tatuaggi alchemici, frutto delle ricerche di suo fratello, pure sul braccio sinistro. Non è ancora chiaro quando e come sia entrato in possesso di tali tatuaggi, ma è probabile che sia successo recentemente, dopo aver decifrato gli appunti di suo fratello.
Nel manga, il fratello gli spiegò che il proprio braccio destro eseguiva la scomposizione della materia, mentre il sinistro aveva il potere della ricomposizione. Nell'anime del 2003 questo non viene detto, e anzi la storia segue una linea diversa: infatti Scar con il passare del tempo scopre che lo scopo principale del braccio era quello di assorbire energia per creare una pietra filosofale completa.